# 林苑
林苑（Gia Lin，1982年3月7日—），出生於重慶，中國歌手與演員。
林苑被曾志偉發掘加入娛樂圈，簽約環球唱片。在電影《江湖》中與余文樂有一場激情床上戲。2006年則被壹本便利雜誌偷拍到與歌手側田及曾志偉共處一室，並被發現垃圾中有多個已使用的安全套，因此有兩王一后之嫌。

## 演出作品

### 電影
- 2008年《無野之城》
- 2007年《醒獅》
- 2006年《野·良犬》飾 張老師
- 2006年《大丈夫2》飾 阿玲
- 2004年《江湖》、《海角情緣》

### 電視劇
- 2004年《大宋傳奇》
- 2004年《愛與夢飛翔》

### 話劇
- 《雷雨》
- 《這裡的夜晚靜靜俏》

## 個人唱片
- 2005年《只要感動》EP
- 2008年《我不快樂》EP